# Pieter van den Hoogenband
Pieter Cornelis Martijn van den Hoogenband (Maastricht, 14 marzo 1978) è un ex nuotatore olandese.
Vincitore di sette medaglie olimpiche, è stato due volte campione olimpico sui 100 m stile libero e una sui 200 m stile libero, discipline nelle quali ha anche battuto il record del mondo. Ha vinto dieci medaglie ai campionati mondiali e 19 agli europei, delle quali dieci d'oro, che lo hanno reso uno dei migliori medagliati a livello continentale.
Nel 2000 è stato riconosciuto dalla rivista Swimming World Magazine come nuotatore dell'anno, la stessa che gli ha assegnato per quattro volte il titolo di nuotatore europeo dell'anno (1999, 2000, 2002 e 2004). Per tre volte è stato riconosciuto come sportivo olandese dell'anno (1999, 2000, 2004).
Nel dicembre 2008 gli è stato intitolato il Pieter van den Hoogenband Zwemstadion.
Nel 2013 è diventato uno dei membri dell'International Swimming Hall of Fame.

## Biografia

### Esordio internazionale

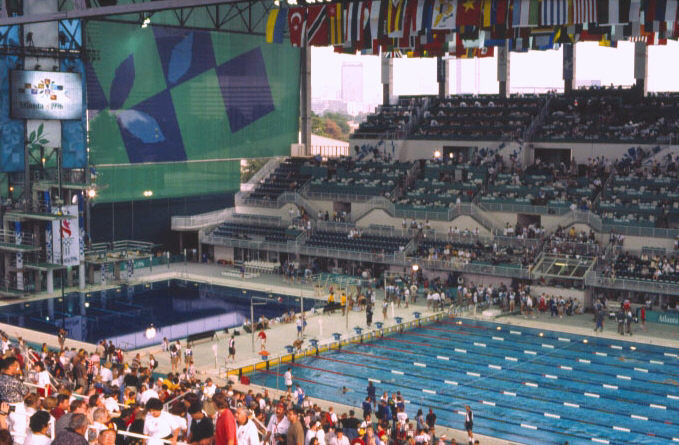
La piscina dei Giochi olimpici di Atlanta 1996.

Nato a Maastricht e cresciuto a Geldrop, Pieter van den Hoogenband nuotò per il PSV; suo padre era un medico della squadra di calcio della medesima società. Nel 1993 ci furono i suoi primi successi alle "giornate olimpiche giovanili europee". La notorietà internazionale arrivò due anni dopo: all'età di 17 anni partecipò ai campionati europei di Vienna, in cui raggiunse la finale dei 100 m e dei 200 m stile libero, arrivando rispettivamente sesto e settimo. Migliorò le proprie prestazioni ai Giochi olimpici di Atlanta 1996 in cui aggiunse anche la distanza dei 50 metri, vincendo la finale "B" in 22"67; sui 100 e 200 m stile libero mancò il podio principale in entrambe le competizioni per 11 centesimi, arrivando quarto sia sui 100 (49"13), sia sui 200 metri (1'48"36). Nuotò anche tutte le tre staffette in programma, centrando la finale della 4x100 m e 4x200 m stile libero, in cui i Paesi Bassi chiusero rispettivamente in 5ª e 7ª posizione.

### I primi successi
Gli anni seguenti arrivarono le prime medaglie a cominciare dai campionati europei di nuoto di Siviglia 1997, in cui ottenne due medaglie nelle staffette a stile libero. Quell'anno il suo allenatore Jacco Verhaeren decise di correggere la sua tecnica, adattandola alle sue caratteristiche fisiche, modificando l'allenamento molto incentrato sulle braccia a uno più specifico sulla gambata. Gli effetti furono evidenti entro qualche mese: ai campionati mondiali di Perth 1998 Pieter vinse la sua prima medaglia individuale nei 200 m stile libero, con 1'48"65 ottenne il bronzo dietro a Michael Klim e a Massimiliano Rosolino e vinse anche l'argento nella staffetta 4x200 m stile libero dietro l'Australia. A fine anno, agli europei in vasca corta di Sheffield ottenne quattro medaglie: l'oro nei 200 m stile libero e nella staffetta 4x50 m stile libero, l'argento nei 100 m stile libero e il bronzo nei 50 m stile libero.
Ai Campionati Europei di Istanbul nel 1999 vinse sei medaglie d'oro nei 50 m, 100 m, 200 m stile libero, nei 50 m farfalla, nelle staffette 4x100 m sl e 4x100 m mista. Fu costretto a rinunciare a un'altra medaglia d'oro a causa della squalifica del quartetto olandese nella 4x200 m sl, in seguito alla falsa partenza del primo frazionista; in quell'edizione van den Hoogenband interruppe l'imbattibilità del plurimedagliato Aleksandr Popov sui 100 m sl, sconfiggendolo con il terzo miglior tempo della storia. Dopo gli europei fu soprannominato l'Olandese Volante o, dalla stampa, con le iniziali del suo cognome VdH. La rivista Swimming World Magazine lo premiò come nuotatore europeo dell'anno.

### Giochi olimpici di Sydney 2000
Ai campionati nazionali di Eindhoven tenutesi del dicembre del 1999 VdH migliorò il primato europeo di Giorgio Lamberti dei 200 m stile libero con 1'46"58, mentre sui 100 m stile libero avvicinò il record mondiale di Aleksandr Popov di 14 centesimi. Ai Giochi olimpici di Sydney 2000 affrontò per la prima volta nei 200 m stile libero il campione e primatista mondiale Ian Thorpe, il favorito dal pubblico di casa e dallo stesso van den Hoogenband, che nella semifinale stabilì il nuovo record del mondo con il tempo di 1'45"35, al quale Thorpe rispose con un tempo superiore di 2 centesimi di secondo. In finale, contro il suo pronostico, van den Hoogenband eguagliò il suo tempo della semifinale con un passaggio ai 100 metri in 50"85 e vinse la medaglia d'oro sopravanzando Thorpe, che lo pressò sin da metà gara rallentando nella seconda parte e chiudendo in 1'45"83.

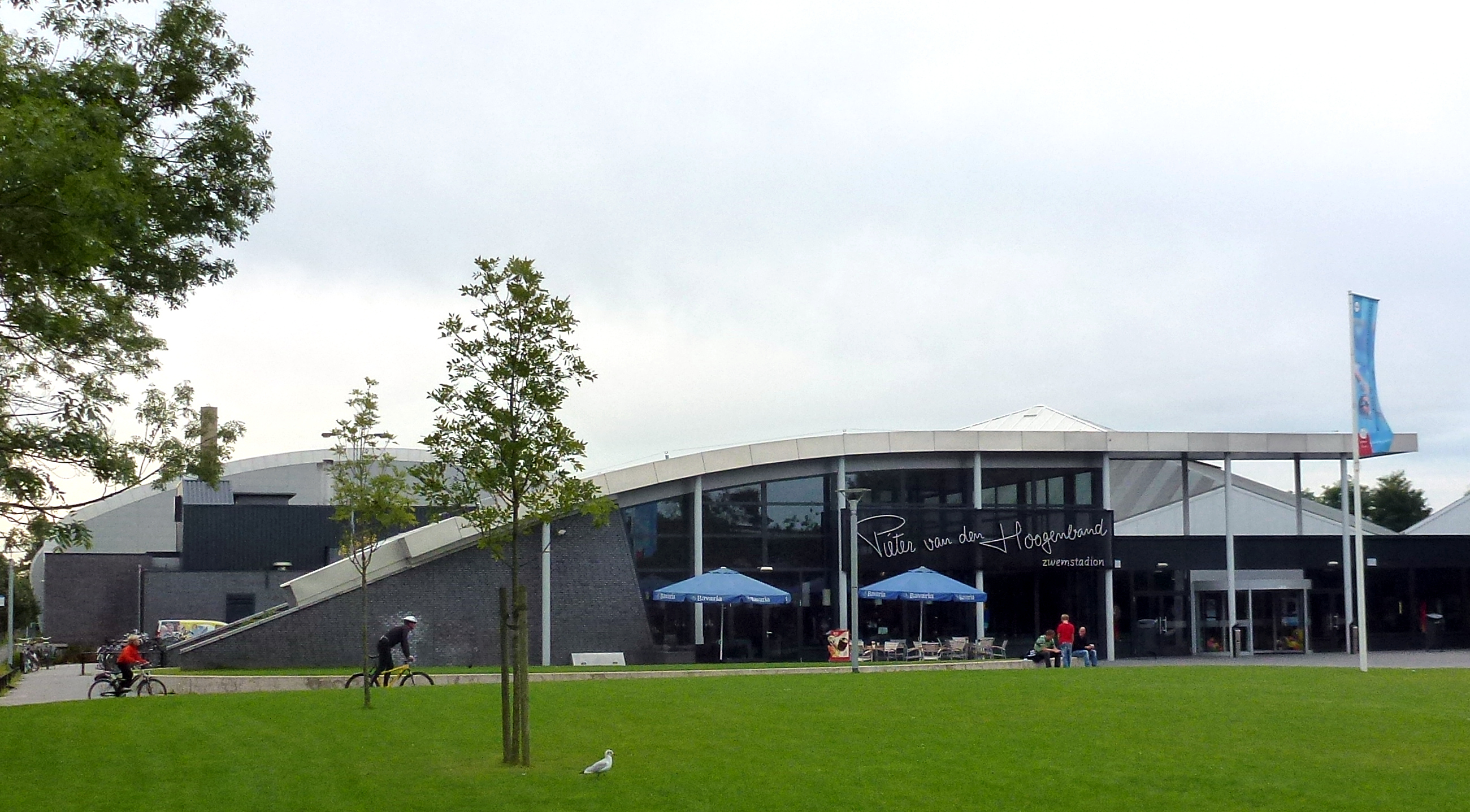
Il Pieter van den Hoogenband Zwemstadion Eindhoven.

Registrò un record per la terza volta nella semifinale dei 100 m stile libero, con 47"84 abbassò di 34 centesimi il primato stabilito tre giorni prima da Michael Klim, abbattendo per la prima volta il muro dei 48 secondi; il tempo rimase imbattuto fino al 2008. In finale vinse il suo secondo oro in 48"30, sopravanzando di 39 centesimi il russo Aleksandr Popov, campione delle edizioni 1992 e 1996. Ottenne inoltre due medaglie di bronzo, nei 50 m stile libero con 22"03 arrivò per 5 centesimi dietro a Anthony Ervin e Gary Hall Jr (primi a pari merito), mentre nella staffetta 4x200 m stile libero nuotò come anchor leg per i Paesi Bassi, registrando la migliore frazione in assoluto da 1'44"88. Nella staffetta mista mancò il podio per una posizione, nuotando in ultima frazione in 47"24. Il successo olimpico, dovuto anche al trionfo sui campioni Thorpe e Popov, gli fece vincere il titolo di nuotatore dell'anno.

### Le medaglie mondiali e i successi europei
Ai campionati mondiali di Fukuoka del 2001 esordì con la staffetta 4x100 m stile libero in cui ottenne l'argento dietro l'Australia, nuotando in ultima frazione il miglior lanciato da 47"02. Nei 50 m stile libero registrò 22"16, un tempo di 13 centesimi superiore rispetto all'anno precedente, che lo portò al secondo posto unicamente dietro allo statunitense Anthony Ervin. Tornò a scontrarsi con Ian Thorpe nei 200 m stile libero chiudendo secondo in 1'45"81; l'australiano, che ai Trials si era riappropriato del primato mondiale, confermò in finale titolo e record in 1'44"06. VdH peggiorò i tempi del 2000 anche nei 100 m stile libero, vincendo la quarta medaglia d'argento in 48"43, per la seconda volta dietro a Ervin.
Agli Europei di Berlino 2002 tornò sui livelli di Sydney 2000: nei 100 m stile libero, dopo aver nuotato 47"97 in semifinale, registrò 47"86 in finale, mancando il proprio record mondiale di 2 centesimi e dando un distacco di oltre un secondo ad Aleksandr Popov. Nei 200 m stile libero passò ai 150 metri in 1'17"69 (57 centesimi sotto al record di Thorpe), rallentando nell'ultima vasca in 27"20 e chiudendo con il proprio personale di 1'44"89, nuovo record europeo.
Ai campionati mondiali Barcellona 2003 ottenne tre medaglie a cominciare dai 200 m stile libero in cui nuotò in 1'46"43 dietro a Thorpe (1'45"14). Si prese la rivincita sui 100 m stile libero sopravanzandolo di 9 centesimi in 48"68, essendo battuto a sua volta da Aleksandr Popov (48"42) non riuscì ancora una volta a salire sul gradino più alto del podio, così come nei 50 m stile libero in cui ottenne il bronzo dietro a Popov e a Mark Foster. Non riuscì ad andare a medaglia in nessuna delle staffette, la 4x100 m stile libero e 4x200 m stile libero i Paesi Bassi mancarono per due posti la finale, mentre nella 4x100 m mista mancarono il bronzo per un secondo, nonostante la migliore frazione lanciata a stile libero della storia che effettuò van den Hoogenband in 46"70.

### Giochi olimpici di Atene 2004
Nel 2004 anticipò i Giochi olimpici ai campionati europei di Madrid, in cui vinse l'oro nei 200 m stile libero e argento nei 100 metri. Ad Atene 2004 iniziò con la staffetta 4x100 m stile libero, in cui nuotò in ultima frazione il secondo miglior lanciato di sempre in 46"79, portando in all'argento i Paesi Bassi, dietro al Sudafrica che batté il record del mondo in 3'13"17. Sui 200 m stile libero si rinnovò la sfida contro Ian Thorpe e Grant Hackett alla quale si aggiunse anche Michael Phelps, che in quell'edizione aveva come obiettivo battere il record di Mark Spitz di sette medaglie d'oro in una singola edizione. A causa del livello dei partecipanti la finale fu denominata The race of the century (la gara del secolo).

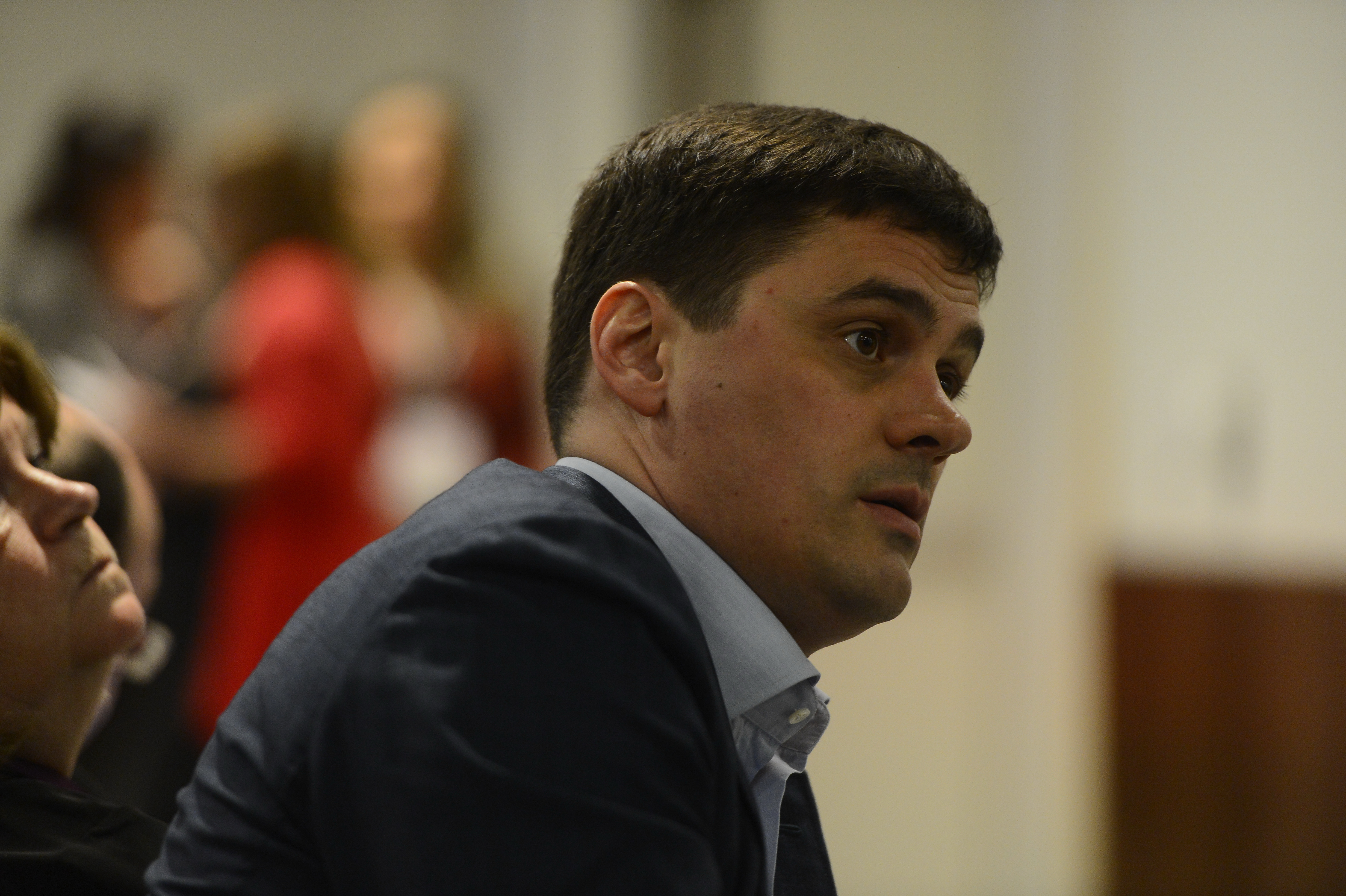
Aleksandr Popov, detentore del titolo olimpico dei 100 m stile libero nel 1992 e 1996.

L'olandese effettuò come di consueto la migliore partenza, mantenendo la prima posizione le prime tre vasche; subì negli ultimi 50 metri il soprasso di Thorpe, che vinse con il record olimpico di 1'44"71, davanti a van den Hoogenband (1'45"23) e a Phelps (1'45"32, record statunitense). Nei 100 m stile libero, dopo le sconfitte subite ai mondiali, tornò in cima al podio vincendo il secondo titolo consecutivo in 48"17, davanti a Roland Mark Schoeman e Thorpe; fu il quarto nuotatore dopo Duke Kahanamoku, Johnny Weissmuller e Aleksandr Popov a ottenere la doppietta olimpica in tale gara. Nuotò infine la distanza dei 50 metri, con 22"56 registrò il 17º tempo nelle batterie, non riuscendo ad accedere alla semifinale per 3 centesimi. Per la quarta volta dopo il 1999, il 2000 e il 2002 fu riconosciuto come nuotatore europeo dell'anno.

### Gli ultimi anni
Nel 2005, in cui gli fu diagnosticata un'ernia del disco, VdH non prese parte a nessuna grande competizione; tornò a gareggiare a livello internazionale ai campionati europei di Budapest nel 2006, dove vinse la medaglia d'oro nei 200 m stile libero in 1'45"65, oltre che il bronzo nei 100 m stile libero in 48"94, dietro a Filippo Magnini e a Stefan Nystrand. L'anno seguente partecipò alla sua quarta edizione dei campionati mondiali a Melbourne, nei 200 m stile libero vinse la sua decima medaglia mondiale in 1'46"28, dietro a Michael Phelps che batté di 20 centesimi il record del mondo. Con otto medaglie d'argento e due di bronzo i campionati mondiali furono l'unica competizione internazionale in cui non ottenne alcuna vittoria, in una carriera alla quale non mancarono successi olimpici ed europei, oltre che record mondiali. Sui 100 m stile libero rimediò la sesta posizione in 48"63, a 2 decimi dall'oro.

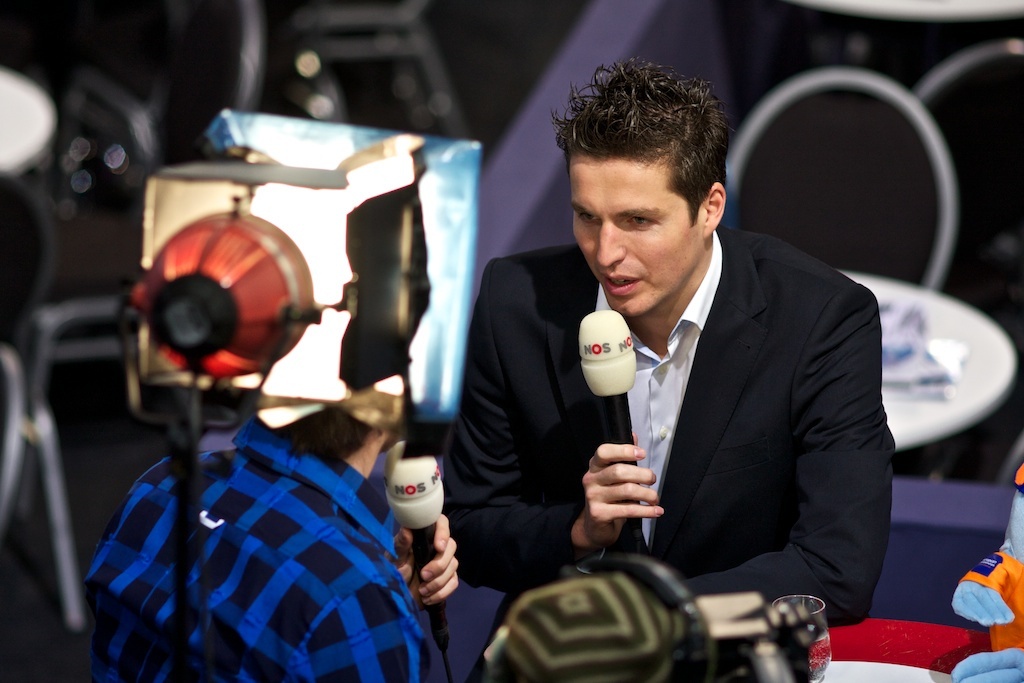
Pieter van den Hoogenband nel 2010.

Ai Giochi olimpici di Pechino 2008, ormai trentenne, si dedicò esclusivamente ai 100 m stile libero, la disciplina che lo portò due volte alla medaglia d'oro. Nuotò nelle batterie della relativa staffetta la seconda frazione con un lanciato da 47"17, chiudendo in decima posizione e restando pertanto fuori dalla finale. Usufruendo anche della tecnologia dei costumi in poliuretano migliorò il proprio primato personale prima nella semifinale dei 100 m sl (47"75), poi nella finale (47"68). Il risultato lo fece chiudere in quinta posizione; Pieter fallì il tentativo di essere il primo nuotatore a vincere la terza medaglia d'oro consecutiva, diventando ugualmente il primo a prendere parte a quattro finali olimpiche nella stessa disciplina. Subito dopo la gara annunciò il suo ritiro.

## Palmarès
- Giochi olimpici

Sydney 2000: oro nei 100m sl e nei 200m sl, bronzo nei 50m sl e nella 4x200m sl.
Atene 2004: oro nei 100m sl, argento nei 200m sl e nella 4x100m sl.
- Mondiali

Perth 1998: argento nella 4x200m sl e bronzo nei 200m sl.
Fukuoka 2001: argento nei 50m sl, nei 100m sl, nei 200m sl e nella 4x100m sl.
Barcellona 2003: argento nei 100m sl e nei 200m sl e bronzo nei 50m sl.
Melbourne 2007: argento nei 200m sl.
- Mondiali in vasca corta

Hong Kong 1999 : oro nella 4x200m sl, argento nella 4x100m sl e bronzo nei 200m sl.
- Europei

Siviglia 1997: argento nella 4x200m sl e bronzo nella 4x100m sl.
Istanbul 1999: oro nei 50m sl, nei 100m sl, nei 200m sl, nei 50m farfalla, nella 4x100m sl e nella 4x100m misti.
Helsinki 2000: argento nei 50m sl, nei 100m sl e nei 200m sl e bronzo nella 4x200m sl.
Berlino 2002: oro nei 100m sl e nei 200m sl.
Madrid 2004: oro nei 200m sl e argento nei 100m sl.
Budapest 2006: oro nei 200m sl e bronzo nei 100m sl.
Eindhoven 2008: bronzo nella 4x100m sl.
- Europei in vasca corta

Sheffield 1998: oro nei 200m sl e nella 4x50m sl, argento nei 100m sl e bronzo nei 50m sl.
Lisbona 1999: oro nei 100m sl e nei 200m sl, argento nei 50m sl e bronzo nella 4x50m sl.
Anversa 2001: oro nei 200m sl, argento nei 100m sl e nella 4x50m sl e bronzo nei 50m sl.
Dublino 2003: oro nei 100m sl, nei 200m sl e nella 4x50m sl.

## Riconoscimenti
- Sportivo olandese dell'anno: 1999, 2000, 2004
- European Swimmer of the Year: 1999, 2000, 2002, 2004
- World Swimmer of the Year: 2000
- Uomo dell'anno La Gazzetta dello Sport: 2000